# دیک باتون
دیک باتون (۱۸ ژوئیهٔ ۱۹۲۹ – ۳۱ ژانویهٔ ۲۰۲۵) پاتیناژباز اهل ایالات متحده آمریکا بود که دو بار در بازی‌های المپیک سال ۱۹۴۸ و ۱۹۵۲ میلادی، موفق به کسب مدال طلا شد.
از دیگر افتخارات او می‌توان به کسب عنوان "قهرمانی ایالات متحده" برای هفت سال پیاپی (از ۱۹۴۶ تا ۱۹۵۲) و عنوان "قهرمانی جهان" برای پنج سال پیاپی (۱۹۵۲-۱۹۴۸) اشاره کرد.